# گیسوم
گیسوم، یک از روستاهای استان گیلان و یک منطقه ساحلی و گردشگری از توابع دهستان خاله‌سرا بخش اسالم شهرستان تالش است. این ساحل زیبا به واسطه یک راه آسفالته که از میان انبوهی از درختان عبور کرده، به ساحل دریای خزر متصل می‌شود.

## جنگل گیسوم
روستای گیسوم دارای جنگلی بسیار زیباست که به دریا متصل می‌شود و طبیعتی بسیار زیبا را به وجود می‌آورد ولی این جنگل در نیمهٔ دوم سال بسیار سرد است و معمولاً در بهار و تابستان طرفدار دارد.
مساحت این جنگل حدود ۸۰ هکتار است که حدود ۷۰ گونهٔ مختلف گیاهی در خود جا داده‌است که این گونه‌ها هم درختی و هم چمنزار مانند هستند.
این جنگل به پارک جنگلی تبدیل شده و دارای آلاچیق‌های مناسبی برای پیک نیک استو از همین رو در مواقع استراحت مکانی مناسب شمرده می‌شود.
پارک جنگلی گیسوم در ۱۰ کیلومتری جاده تالش به رشت قرار دارد. در شمال آن شهر هشتپر با فاصله حدود ۱۰کیلومتر قرار دارد.
درختان جنگلی انبوه و انواع گونه‌های گیاهی چشم‌انداز زیبایی دارد به خصوص در فصل پائیز طبیعتی زیبا و دل‌انگیز برای دوستداران طبیعت دارد.
پارک جنگلی دکتر درستکار به مساحت ۱۰۷۱ هکتار که شامل قسمتی از جنگلهای گیسوم است، دارای طبیعتی بسیار زیبا و چشمگیر بوده و در ۷۸ کیلومتری از مرکز استان در مسیر اصلی جاده رشت به تالش واقع شده‌است.
این پارک به دلیل طبیعت بسیار زیبا و دیدنی و همین‌طور به دلیل موقعیت سوق الجیشی خود در جوار کوه و دریا و داشتن امکانات رفاهی یکی از قطب‌های سیاحتی و تفریحی شهرستان تالش است و سالانه مسافران عبوری یا گردشگران بسیاری برای بهره‌گیری از فضای آن به پارک عزیمت می‌نمایند.

## جمعیت
براساس سرشماری مرکز آمار ایران در سال ۱۳۹۰، جمعیت آن ۱۸۵ نفر (در ۶۸ خانوار) بوده‌است.
مردم روستای گیسوم تالش زبان هستند و به زبان تالشی تکلم میکنند . 